# Tadeusz Zawadowski
Tadeusz Zawadowski (ur. 9 grudnia 1956 roku w Łodzi – poeta, redaktor, krytyk literacki. Absolwent studiów ekonomicznych na Uniwersytecie Łódzkim. Od 1981 roku mieszka w Zduńskiej Woli, gdzie współtworzył Klub Literacki „Topola” oraz Klub Twórczej Pracy „Bez aureoli”. Autor kilkunastu książek poetyckich, w tym m.in. Listy z domu wariatów (1995) czy Ptaki spadające w niebo (Fundacja Otwartych Na Twórczość (FONT 2023). Członek Związku Literatów Polskich.
Laureat ponad 250 międzynarodowych i ogólnopolskich konkursów literackich oraz wielu nagród literackich m.in.: Polcul Foundation (w kapitule m.in. Jerzy Giedroyć, Gustaw Herling-Grudziński, Jan Nowak-Jeziorański) oraz za całokształt twórczości literackiej: nagroda IANICIUSA imienia Klemensa Janickiego. Zdobył także Super Cysiora. W 2016 roku uhonorowany Nagrodą Ekspresjonistyczną FENIKSA im. Tadeusza Micińskiego – za ekspresję i głębię poetycką twórczości.
27 września 2019 roku podczas sesji rady powiatu zduńskowolskiego został uhonorowany za osiągnięcia w krzewieniu kultury i promowania przez swoją poezję Zduńskiej Woli. Nagrodę z okazji XX-lecia powiatu odebrał z rąk starosty zduńskowolskiego, Hanny Iwaniuk.
Jest autorem ponad 1200 publikacji w ogólnopolskiej, emigracyjnej i zagranicznej prasie literackiej. Swoje wiersze i teksty krytyczne publikował w ponad dwustu antologiach literackich. Były tłumaczone na języki: rosyjski, łotewski, chorwacki, bośniacki, serbski, słoweński, grecki i angielski.

## Twórczość
Poezja:
- Listy z domu wariatów, wyd. Tadeusz Zawadowski 1995
- Powrót do domu wariatów, wyd. Dom Artystyczny Zawadówka 2007[5]
- Listy i cienie, wyd. Biblioteka Tematu 2011
- Kiedyś, wyd. Biblioteka Tematu 2014
- Mrówka, wyd. Biblioteka Tematu 2017
- budzik z opóźnionym zapłonem, wyd. Fundacja Duży Format 2019[6]
- dopóki budzik tyka, wyd. Fundacja Duży Format 2020
- Raport z czasów zarazy, wyd. Fundacja Duży Format 2021[7]
- Ptaki spadające w niebo, wyd. Fundacja Otwartych Na Twórczość (FONT) 2023[8]
- Senne mosty, wyd. Fundacja Otwartych Na Twórczość (FONT) 2025